# Parco della Resistenza (Forlì)
Il parco della Resistenza è un giardino pubblico della città di Forlì.
Progettato nel 1816 dall'architetto L. Mirri, negli anni subì numerosi rimaneggiamenti ma l'impianto originario portava un'impronta tipicamente illuminista. Realizzato in un'epoca in cui questo genere di architettura urbana era molto in voga, per la costruzione del giardino si scelse un impianto all'italiana, rispetto a quello all'inglese che pur stava prendendo piede in Italia.
In origine il giardino presentava un obelisco centrale contornato da aiuole simmetriche e altri 4 punti accentranti di minore importanza che valorizzavano le statue delle 4 stagioni. In fondo al giardino, in asse con l'ingresso, venne eretto un tempietto e ai due lati una Kaffehaus e la casa del custode.
Nel 1928 il giardino fu completamente rifatto ad opera dell'ingegnere G. Santarelli. Per ottenere un migliore drenaggio delle acque piovane si innalzò il livello del suolo. Si diversificarono, poi, i percorsi pedonali e quelli destinati alle carrozze. Gli edifici sul fondo vennero sostituiti da un unico grande edificio di servizio.
Negli anni settanta, infine, si eseguirono ulteriori lavori di restauro che portarono all'ampliamento del giardino fino a viale Spazzoli.
Oggi il parco ha numerosi ingressi ma due sono i principali, uno in viale Spazzoli e uno in piazzale della Vittoria. Presso questo secondo ingresso il comune ha attivato un servizio giornaliero di noleggio gratuito di biciclette a cui è possibile accedere liberamente esibendo un documento e lasciando una piccola cauzione.
Vi si trova anche una biblioteca nella parte nuova entrando da via Spazzoli.
La parte del giardino adiacente a via Spazzoli presenta al centro un laghetto dove è possibile ammirare numerose specie di anatre, cigni e pesci.
Presenta vicino all'ingresso una statua di bronzo raffigurante Primo Carnera, mentre più in avanti, un monumento alle vittime dei lager nazisti e in tutte le prigionie.
Entrando da piazzale della Vittoria invece si osserva il busto di Giuseppe Gaudenzi, sindaco e deputato di Forlì, che fu fondatore e primo segretario del Partito Repubblicano Italiano.

## Galleria d'immagini

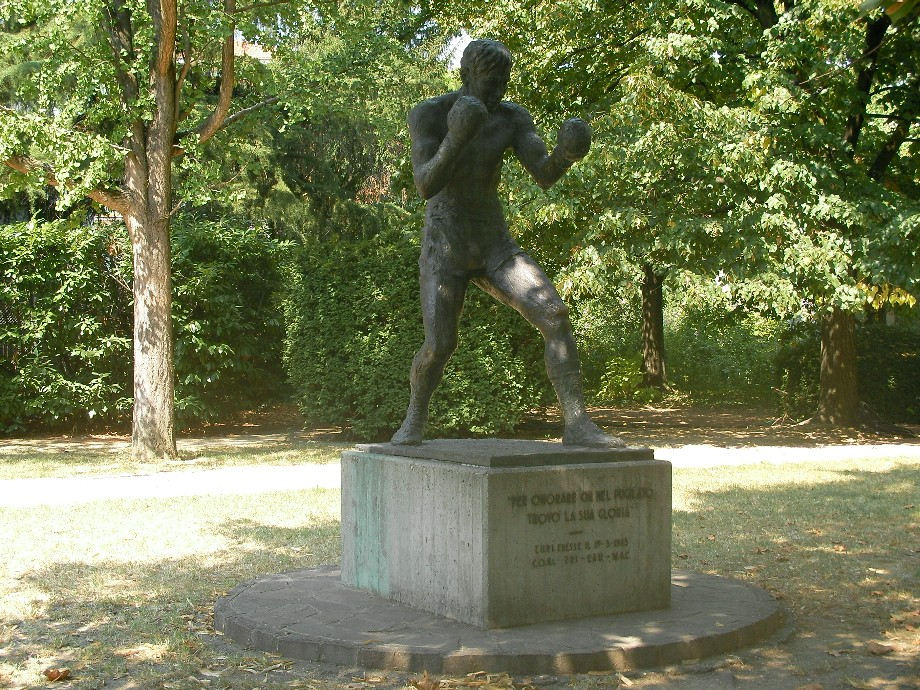
Statua di Primo Carnera
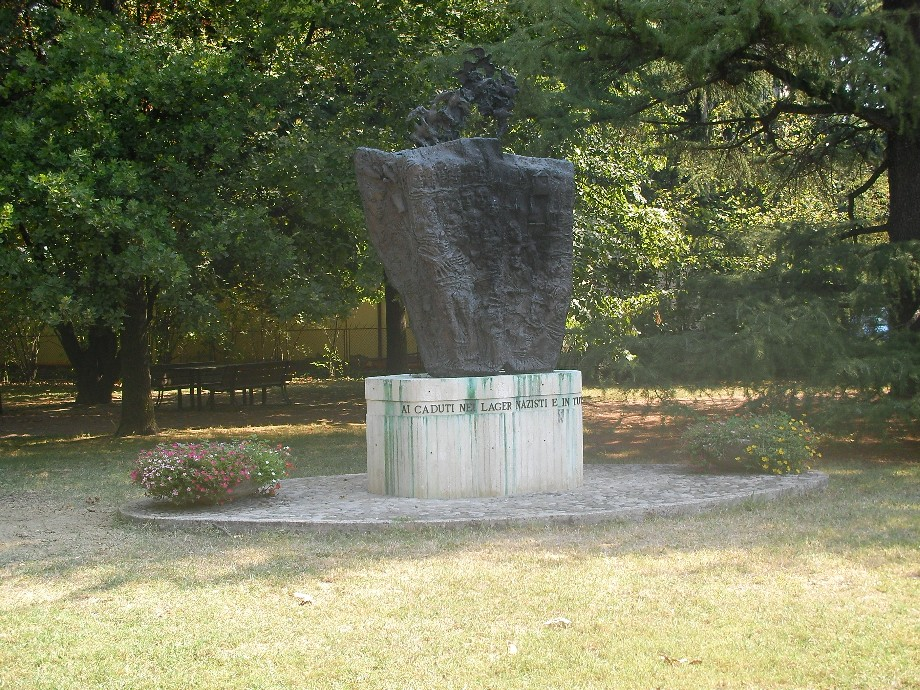
Monumento ai caduti
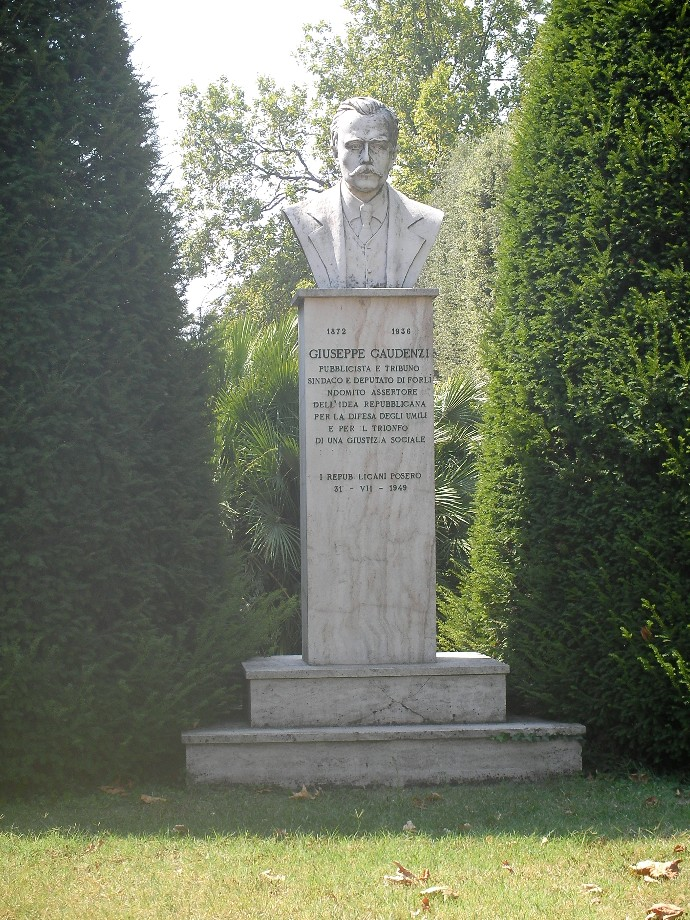
Monumento a Giuseppe Gaudenzi
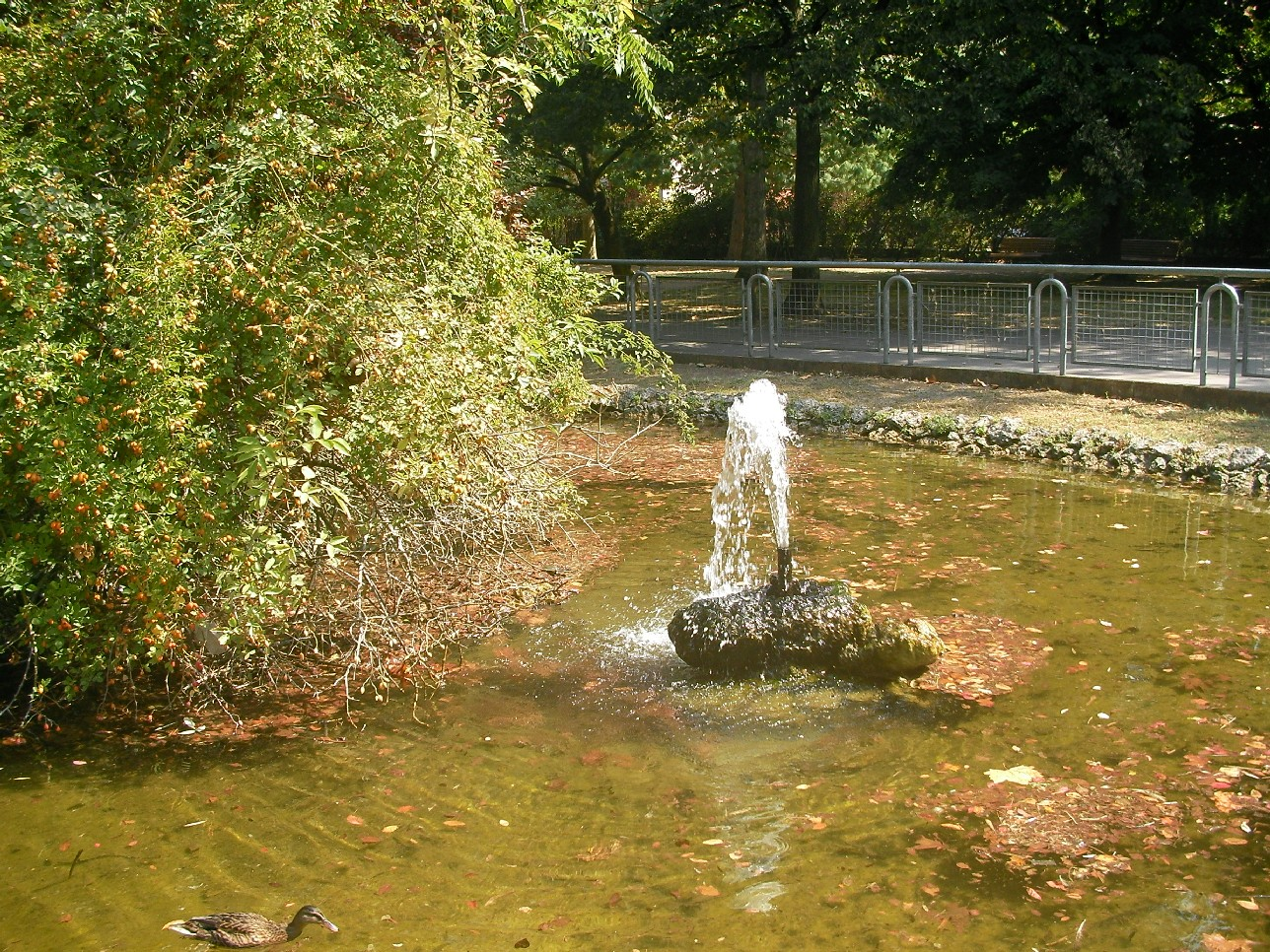
Fontanella del laghetto
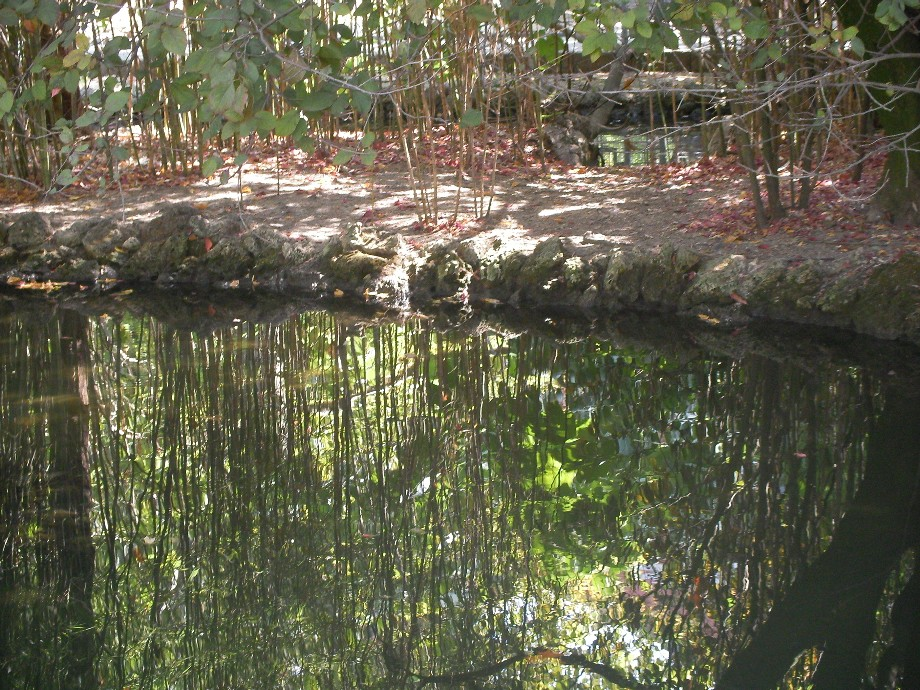
Riva del laghetto
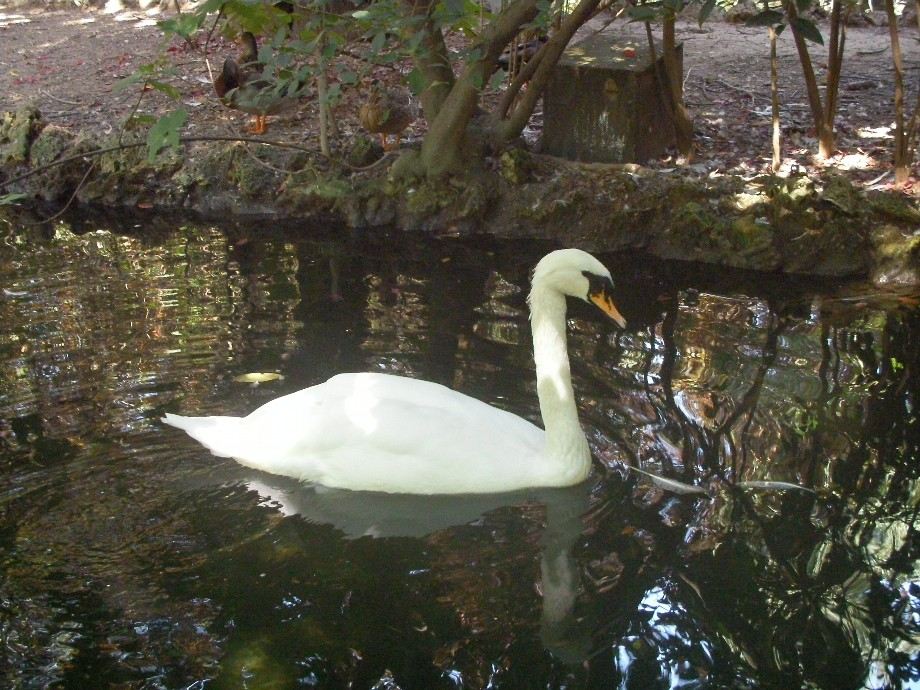
Cigno del laghetto